# عطایی تبریزی
شیخ عزالدین عطایی تبریزی از شاعران ایرانی قرن 7 و 8 هجری است. اشعار او به دو زبان ترکی آذربایجانی و فارسی است. از آثار مهم او می‌توان مثنوی یوسف و زلیخا، مثنوی لیلی و مجنون و مثنوی عشق‌نامه اشاره کرد.

## زندگی‌نامه
درباره این شاعر اطلاعات زیادی در دسترس نیست. نام او در کتاب الذريعة إلی تصانيف الشيعة و مصنفات شیعه به صورت عطایی تبریزی آمده است. ابوالمجد تبریزی در سال 721 هجری قمری، از او بدین صورت یاد می‌کند:
«من مقاله ملک الشعرا و الفضلا عزالدین عطایی سلمه الله»
از جمله دعایی کاتب، در حق عطایی (سلمه الله) بر می‌آید که وی در سال 721 هجری قمری زنده بوده است. از آنجا که عشق‌نامه ظاهرا به شمس‌الدین جوینی تقدیم شده و او نیز در سال 683 هجری قمری به قتل رسیده است قطعا این منظومه، پیش از این تاریخ سروده شده است. محمدعلی تربیت نیز با ذکر نام او به نقل از کتاب گلستان مسرت تنها یک بیت نقل می‌کند:
قضا چون انتخاب حسن دیده/الف بر رویش از بیتی کشیده
احتمالا تخلص او به عراقی، به دلیل مهاجرت او  در دوره ایلخانان از عراق عجم به دیار سلاجقه روم و شهر توقات است.

## آثار

### مجموعه اشعار
شامل 20 غزل ترکی، 19 غزل فارسی، یک دوردلوک ترکی و یک رباعی فارسی است.

### مثنوی یوسف و زلیخا(به ترکی)
تنها نسخه خطی این اثر در کتابخانه مرکزی دانشگاه تهران به شماره 8441 نگه‌داری می‌شود.

### مثنوی لیلی و مجنون(به ترکی)
تنها نسخه خطی این اثر در کتابخانه دانشکده زبان و جغرافیا، دانشگاه آنکارا به شماره 190 نگه‌داری می‌شود. در این نسخه شاعر 22 بار از تخلص عطایی، دوبار عطا اوغلی، یکبار عطا و یکبار قول عطایی استفاده کرده است.

### مثنوی عشق‌نامه(به فارسی):
عشق‌نامه یا ده‌نامه عطایی مثنویی است شامل 1077 بیت در بحر خفیف و در ده باب که شاعر در مطاوی آن هجده غزل به همان وزن مثنوی آورده و آن را به صاحب‌دیوان شمس‌الدین جوینی تقدیم کرده است. این منظومه شامل یک مقدمه و ده فصل و یک خاتمه است و در ضمن آن به ده حکایت عاشقانه پرداخته شده است. کتاب سفینۀ تبریز، حاوی قدیمی‌ترین نسخۀ خطی عشق‌نامه است.

## اشاره به دده قورقود
عطایی تبریزی به عنوان نخستین شاعری شناخته می‌شود که در ادبیات ترکی آذربایجانی به شخصیت دده قورقود در چندین بیت مختلف اشاره کرده است. این ابیات نشان دهنده شهرت دده قورقود در ادبیات ترکی قرن هشتم هجری است.

مثال ابیات:
اوندن اوترو قورخت اتا سویلمش،
غملولار کشت مزار ایتسون دیمیش.
خوش دیمش قورخت تحمل خوش درر،
بی شکر تک قهری یودمق نوشدرر.
ده ده قورخت دیر که اول عاقل دورر،
سویلین دیر که اول بتر دورر.
ده ده قورخت سویلدیکه دوشمنک،

اولوسی اولسه سوینمک مسنک دوشمنک.

## تشکیک در سرایش عشق‌نامه
برخی عشق‌نامه را متعلق به فخرالدین عراقی می‌دانند. اولین شبهه درباره انتساب عشق‌نامه به فخرالدین عراقی هنگامی مطرح شد که بلوشه به نسخه‌ای ناقص به تاریخ 709قمری برخورد که کاتب آن در صفحه آخر نسخه، این اثر را از آن شاعری به نام عطایی دانسته بود. بلوشه آورده است:
«پایان نسخه ناقص است. در صفحه آخر یادداشتی از کاتب دیده می‌شود که عنوان کرده از کسی شنیده است شاعری به نام عطایی که در بازار توقات پارچه فروش بوده از آنجا که در شغل خود به رونقی نرسیده بود به مسجد پناه می‌برد و هزار بیت مثنوی کم‌ارزش می‌سراید و آن را به فخرالدین عراقی نسبت می‌دهد. عراقی نیز به سبب دوستی خود با عطایی، اجازه می‌دهد آن را به دیوان ملحق کنند. این ابیات در مجموعه حاضر اشعار عراقی وجود ندارد.»
در اواخر سال 1973 ، جولیان بالدیک، با استناد به یادداشت بلوشه در فهرست نسخه‌های خطی فارسی پاریس راجع به عشق‌نامه بر اساس این مطلب شبهاتی را مطرح کرد که احتمال انتساب این اثر به عراقی را کمتر می‌کرد. اما وی اثبات انتساب قطعی عشق‌نامه را موقوف به وقتی کرد که نسخه‌ای دیگر از این اثر پیدا شود تا بتوان آن را بی هیچ شبهه‌ای از آن شاعری غیر از عراقی دانست. با یافت شدن نسخه جدیدی از عشق‌نامه در ضمن سفینه تبریز که کاتب صریحا چند بار به نام عزّالدین عطایی اشاره کرده، شبهه انتساب، تا حدودی برطرف شد. البته هم‌چنان برخی عشق‌نامه را متعلق به فخرالدین عراقی می‌دانند.